# Forontoniana
Forontoniana (łac. Diocesis Forontonianensis) – diecezja historyczna w Cesarstwie rzymskim w prowincji Byzacena, współcześnie w Tunezji. Obecnie katolickie biskupstwo tytularne.

## Biskupi tytularni
| Lp. | Biskup                 | Funkcja                                      | Od              | Do                |
| --- | ---------------------- | -------------------------------------------- | --------------- | ----------------- |
| 1   | Luigi Poggi            | nuncjusz apostolski urzędnik Kurii Rzymskiej | 3 kwietnia 1965 | 26 listopada 1994 |
| 2   | Pierfranco Pastore     | urzędnik Kurii Rzymskiej                     | 3 grudnia 1994  | 30 sierpnia 2015  |
| 3   | Dagoberto Campos Salas | nuncjusz apostolski                          | 28 lipca 2018   |                   |